# Заслуженный работник сельского хозяйства Украинской ССР
«Заслуженный работник сельского хозяйства Украинской ССР» (укр. Заслужений працівник сільського господарства Української РСР) — почётное звание, установлено 10 октября 1969 года. Присваивалось Президиумом Верховного Совета Украинской ССР выдающимся деятелям сельского хозяйства. 
С распадом Советского Союза на Украине звание «Заслуженный работник сельского хозяйства Украинской ССР» было заменено званием «Заслуженный работник сельского хозяйства Украины», при этом за званием сохранились права и обязанности, предусмотренные законодательством бывших СССР и Украинской ССР о наградах.